# Демон (античка митологија)
У митологијама античке Грчке и Рима демони (грч. δαίμων) су добра или зла натприродна бића између смртника и богова, нижа божанства и духови мртвих јунака (видјети Платонову „Гозбу“) и разликују се од демона у јудеизму и хришћанству, злих духа, који могу завести, повриједити, или запосјести људе.
У Хесиодовој Теогонији, Фаетонт је постао демон, дематеријализован, али зла која је ослободила Пандора су женски духови смрти, Кере, а не демони. Хесиод говори о томе како је Зевс претворио људе Златног доба у демоне, да би били тихи заштитници смртних, које могу служити из доброчинства. Слично томе, демон поштованог грчког јунака или оснивача, смјештен на једном мјесту изградњом олтара а не остављен несахрањен и пуштен да лута, давао би срећу и заштиту онима који су престали да одају поштовање. Демони нису били сматрани злима.
Демон као ниже духовно биће опасног, па чак и злог карактера, невидљиво присуство, виђење је које су развили Платон и његов ученик Ксенократ, које је упила хришћанска патристика заједно са другим неоплатонистичким елементима.
У Старом завјету, зли дуси се појављују у књигама o Судијама и о Краљевима. У грчком преводу Септуагинте, која је настала због Јевреја из Александрије који су говорили грчким, грчки „Άγγελος“ (angelos) преведен је као „mal'ak“ (анђео), док демон има значење духа који је нижи од божанства и превод је за хебрејске ријечи за идола, ванземаљске богове хебрејских комшија, непријатељски настројена створења и зла. Употреба ријечи „демон“ у првобитном грчком тексту Новог завјета изазвала је да се та ријеч примијењује на хебрејско-хришћански концепт злог духа у раном 2. вијеку н. е.

## У класичној и хеленистичкој филозофији
Иако су код Хомера ријечи θεοί (богови)и δαίμονες (демони) имале скоро исто значење, каснији писци, као што је Платон направили су разлику између ових појмова. Платон у Кратилу (398 b) тврди да је ријеч δαίμονες (демони) настала од δαήμονες (они који знају, мудри), мада је вјероватније да је коријен ријечи daiō (дијелити судбине). У Платоновој „Гозби“, свештеница Диотима говори Сократу да љубав није бог, него „велики демон“ (202д). Она даље објашњава да је „све демонско између божанског и смртничког“ (202д-е), и описује демоне као да „тумаче и премосе људске ствари боговима и божанске ствари људима; молбе и жртве одоздо, и заповијести и казне одозго...“ (202е). У Платоновој „Одбрани Сократовој“ Сократ је тврдио да је имао демона (дословце, „нешто божанско“) које га је често упозоравало – у облику „гласа“ – на грешке, али никад му није рекло шта да ради. Међутим, Платонов Сократ увијек говори о свом демону као о „нечему“ безличном или „знаку“.
Хеленистички Грци су подијелили демоне у добре и лоше – Еудемоне (који су се звали и Калодемони) и Какодемоне. Еудемони су представљали аврамску идеју анђела чувара или Вишег себе у психологији; они су пазили на смртнике да им помогну да не упадају у невоље. (Према томе, еудемонија, првобитно стање посједовања демона, добила је значење „благостања“ или „среће“.) У римској митологији постојао је Гениј који је пратио људе и штитио и често посјећивао мјесто („Гениј лоци“).